# Шелковников, Нил Николаевич
Нил Николаевич Шелковников  (14 августа 1851 — не ранее 1913) — русский военачальник, инженер-генерал (1913).

## Биография
Родился в 1851 году. Вероисповедания православного. Национальное происхождение генерала является предметом для дискуссий, так как на русской службе в это время находились представители как русского, так и армянского дворянских родов с фамилией Шелковниковы (см.). 
Образование получил в Санкт-Петербурге, где окончил Николаевское инженерное училище, откуда был выпущен в Гренадерский сапёрный батальон. Прослужив некоторое время в батальоне, был зачислен в Николаевскую академию Генерального штаба, которую окончил в 1875 году (по 1-му разряду).
После этого служил в инженерных войсках Варшавского военного округа. Штабс-капитан (1877), капитан (1880). В Русско-турецкой войне 1877—1878 годов участия не принимал. Полковник (1894).
В 1900 году Шелковников был назначен начальником инженеров Ковенской крепости, где прослужил до 1907 года, причём в 1904 году был произведён в генерал-майоры. В 1910 году назначен командующим инженерными войсками Московского военного округа. В том же году был произведён в генерал-лейтенанты.
Генерал Шелковников был женат, имел троих детей. Имел ордена вплоть до ордена Святой Анны I степени (1909).
В 1913 году был уволен в отставку с чином инженер-генерала. Дальнейшая судьба неизвестна.